# پور از کیتی پری

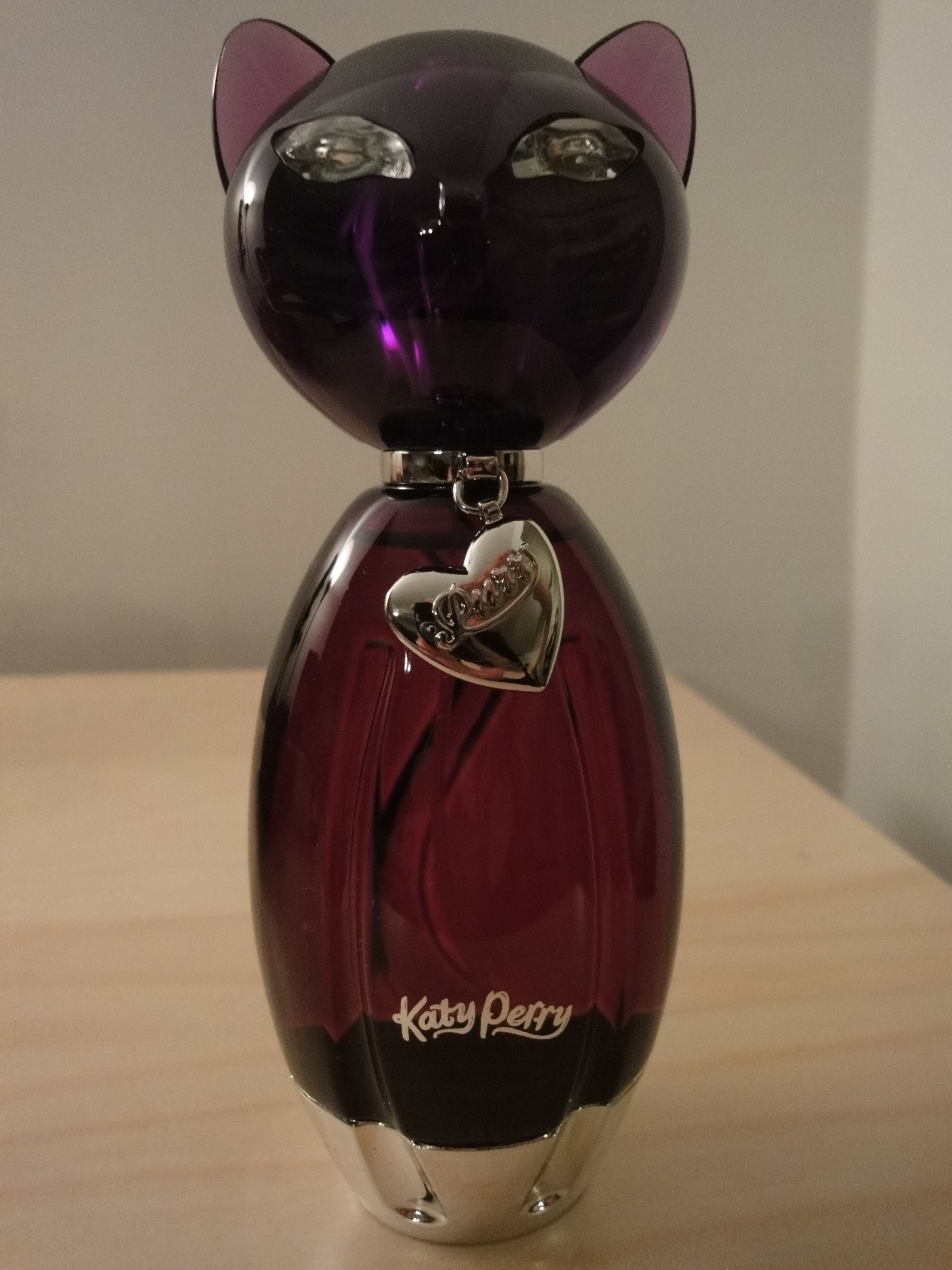
یک شیشه از پور

پور از کیتی پری (به انگلیسی: Purr by Katy Perry) عطری ساخته شده توسط خوانندهٔ آمریکایی، کیتی پری است. علاقهٔ او به گربه‌ها به او ایدهٔ ساخت این عطر و طراحی آن را داد. از این عطر در نوامبر ۲۰۱۰ رونمایی شد و در شیشه‌هایی به شکل گربه به فروش میرسد.